# St. Georg (Werschau)

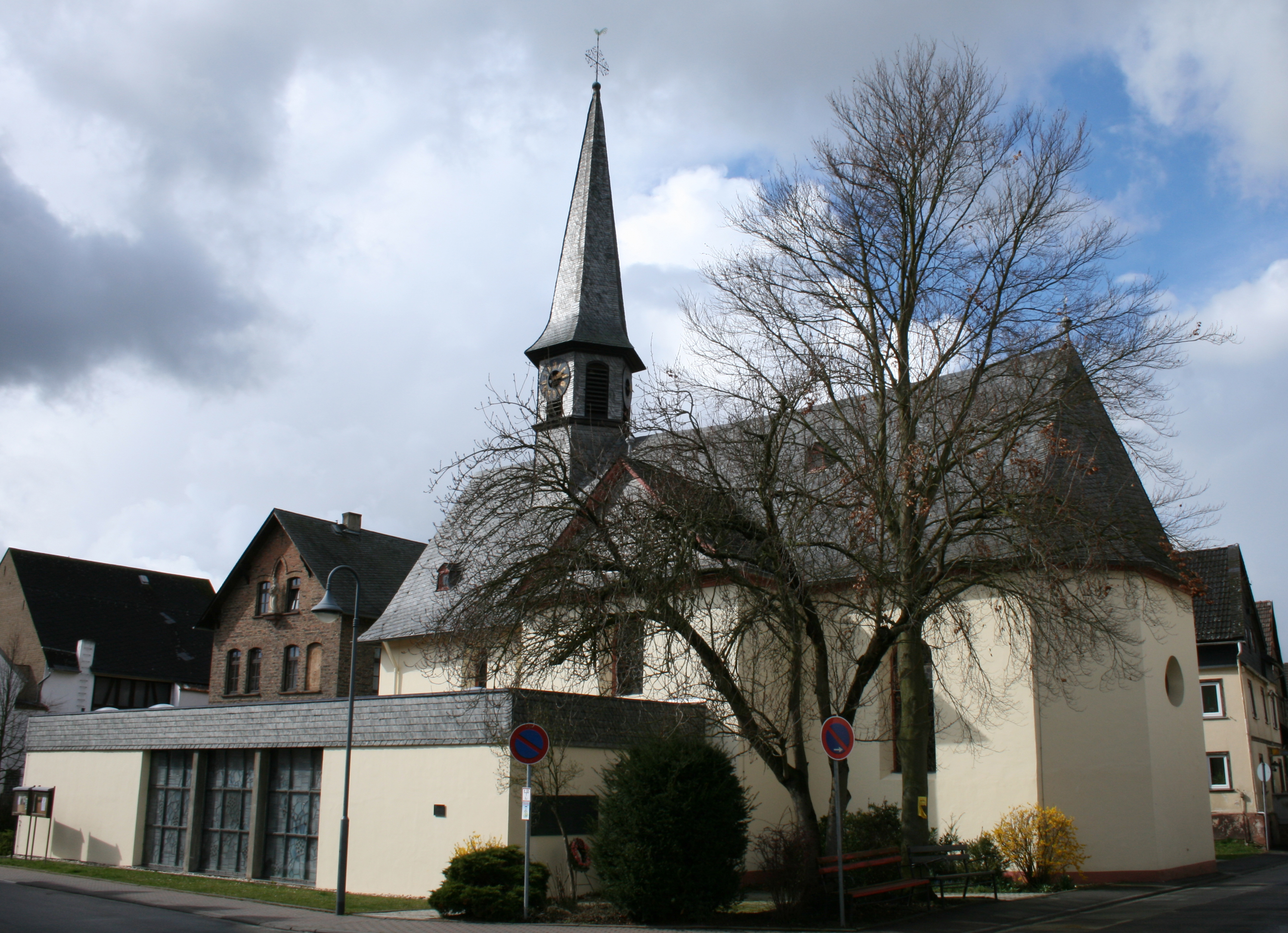
St. Georg (Werschau)

Die römisch-katholische Filialkirche St. Georg ist ein denkmalgeschütztes Kirchengebäude in Werschau, einem Ortsteil von Brechen im Landkreis Limburg-Weilburg (Hessen). Sie gehört zur Pfarrei Heilig Geist Goldener Grund im Bistum Limburg.

## Beschreibung
Eine erste Kapelle wurde bereits 1454 erwähnt, die 1696 zu einer steinernen Saalkirche mit einem dreiseitig abgeschlossenen Chor im Osten ausgebaut wurde. 1740–1744 wurde die Saalkirche zu einer Kreuzkirche erweitert und barock ausgestaltet. 1895/96 wurde eine Sakristei angebaut. Aus dem Satteldach des Langhauses erhebt sich im Westen ein sechseckiger, mit einem spitzen Helm bedeckter Dachreiter, der die Turmuhr von 1939 und den Glockenstuhl beherbergt, in dem folgende Kirchenglocken hängen:
| Name  | Schlagton | Gussjahr | Gießer                             | Gewicht (kg) | Durchmesser (cm) |
| ----- | --------- | -------- | ---------------------------------- | ------------ | ---------------- |
| Georg | b′        | 1925     | Glocken- und Kunstgießerei Rincker | 310          | 82               |
| Maria | c″        | 1952     | Feldmann & Marschel                | 220          | 72               |
| Josef | es″       | 1952     | Feldmann & Marschel                | 130          | 60               |

Um 1970 wurden die Westteile der Kirche aus baustatischen Gründen mit einem niedrigen Anbau ummantelt. 
Von der barocken Kirchenausstattung ist neben der mit Intarsien verzierten Kanzel und einem Beichtstuhl der Hochaltar erhalten, auf dem 1859 ein Bild vom Heiligen Georg, der das Patrozinium hat, gemalt wurde. Die heutige Orgel mit 14 Registern, verteilt auf zwei Manuale und Pedal, wurde 1993 von der Orgelbau Oberlinger gebaut.